# افعی اروپایی معمولی
افعی اروپایی معمولی (نام علمی: Vipera berus) نام یک گونه از سرده افعی است.